# Hannelore Bey
Hannelore Bey; geborene Müller  (* 6. November 1941 in Leipzig, Sachsen) ist eine Primaballerina der Komischen Oper Berlin.

## Leben

### Ausbildung und künstlerische Laufbahn
Hannelore Bey studierte von 1956 bis 1961 an der Palucca Schule Dresden und absolvierte 1965–1966 ein Zusatzstudium an der Waganowa-Akademie in Leningrad bei N. V. Belikowa und A. I. Puschkin.
1961 bis 1965 war sie am Staatstheater Dresden engagiert, 1966 wurde sie – wie auch Roland Gawlik – Mitglied von Tom Schillings Tanztheater-Ensemble der Komischen Oper Berlin, ab 1969 Primaballerina, Ernennung durch Walter Felsenstein.
Sie gab Auslandsgastspiele unter anderem in Finnland, Norwegen, Jugoslawien, Rumänien, Italien, Spanien, Island, Griechenland, Tschechien, Slowakei, Frankreich, der UdSSR, Kuba und Ägypten und erhielt bei nationalen und internationalen Ballettwettbewerben zahlreiche Preise. Soloabende in Berlin, Moskau, Akadem Gorod.
Hannelore Bey ist mit dem Tänzer Frank Bey verheiratet, gemeinsam haben sie einen Sohn.

## Hauptrollen
- Abraxas, 1966
- Phantastische Sinfonie, 1967
- Cinderella, 1968
- Dornröschen, 1968
- Giselle, Staatsoper Berlin, Chemnitz, 1968
- La Mer, 1969
- Undine, 1970
- Match, 1971
- Romeo und Julia, 1972
- Party, 1973
- Die schlecht behütete Tochter, 1974
- Schwarze Vögel, 1975
- Revue, 1977
- Pastorale, 1979
- Schwanensee, 1980
- Shakespeare-Gestalten, 1982
- Wahlverwandtschaften, 1983
- Walzer, 1988
- Bernarda Albas Haus, 1990

## Filmografie
- 1981: Darf ich Petruschka zu dir sagen?
- 1981: Der Leutnant Yorck von Wartenburg (Fernsehfilm)
- 1986: Wahlverwandtschaften (Studioaufzeichnung)

## Ehrungen
In der DDR wurde sie 1973 mit dem Nationalpreis und 1981 mit dem Vaterländischen Verdienstorden in Silber ausgezeichnet. 1985 wurde sie Ehrenmitglied der Komischen Oper Berlin; darüber hinaus erhielt sie zahlreiche Kunstpreise, Kritikerpreise der Berliner Zeitung, war 1985 bis 1990 Trägerin des Wolfgang-Heinz-Ringes.  Von 1983 bis 1991 war sie ordentliches Mitglied der Akademie der Künste.

## Darstellung in der bildenden Kunst (Auswahl)
- Vera Singer: Porträt der Tänzerin Hannelore Bey (Tafelbild, Öl, 1967)[3]